# Ahmad Niyazi Bey
Ahmad Niyazi Bey (Resne, moderna Resen, 1873 - Istanbul, 17 d'abril de 1913) fou un militar turc otomà.
Va estudiar a l'escola militar i va sortir com subtinent el 1896; el 1897 es va destacar en la batalla de Beshpinar contra els grecs. Va ascendir a tinent, capità i comandant servint al Tercer Exèrcit de Macedònia on del 1903 al 1908 va dirigir el Tercer batalló d'infanteria lleugera combatent als bandolers búlgars. Fou un dels primers membres del Comitè Unió i Progrés.
Sospitant un acord entre Rússia i Anglaterra pel repartiment de l'Imperi Otomà, el 3 de juliol de 1908 fou el primer oficial que es va pronunciar demanant el restabliment de la constitució, sent seguit per altres oficials, especialment Enver Pasha. La constitució fou restaurada el 24 de juliol i Niyazi i Enver foren declarats herois de la llibertat i aclamats pel poble. Niyazi no tenia ambicions polítiques i fou elegit com a exemple pel Comitè. La contrarevolució a Istanbul el 13 d'abril de 1909 va obligar a Niyazi a aixecar als voluntaris albanesos que van ser part de l'exèrcit macedoni que va recuperar la capital i va restaurar la constitució.
El 1911 va lluitar a Tripolitana. Retirat per un temps a Resen, va anar finalment a Istanbul on fou assassinat el 1913 per un nacionalista albanès.